# ملودی مامان غاز
ملودی مامان غاز (انگلیسی: Mother Goose Melodies) یک انیمیشن کوتاه از مجموعه سمفونی احمقانه محصول سال ۱۹۳۱ میلادی است که توسط برت جیلت کارگردانی شده‌است. این اثر دو سال بعد به روش تکنی‌کالر و به صورت رنگی با نام کینگ کول قدیمی بازسازی شد.